# Aysun
Aysun (también conocido como Aissó, Ayxun o Aizón) fue un noble y líder de una rebelión contra Bernardo de Septimania, conde de Barcelona, en el Condado de Osona entre 826 y 827. Su identidad es ambigua y ha generado debate entre los historiadores, quienes lo consideran bien un noble godo leal al conde Bera, o un noble árabe de origen andalusí, hijo de Sulayman ben al-Arabí, antiguo valí (gobernador) de Barcelona entre 777 y 780.

## Identidad y contexto histórico
La identidad de Aysun es motivo de debate entre los historiadores, que no han logrado determinar con certeza si era un noble godo o un árabe andalusí. A continuación se presentan las principales teorías sobre su origen:
- Noble godo: Algunos historiadores, como Ramon d'Abadal i de Vinyals, sostienen que Aysun, también conocido como Aissó, era un noble godo y probablemente un lugarteniente o seguidor del conde Berà, quien fue desterrado en el año 820. Según esta versión, Aysun habría encabezado la rebelión en el Condado de Osona en nombre de los leales a Berà, quienes se oponían al dominio de Bernardo de Septimania, el nuevo conde impuesto por el poder franco.[2]

- Andalusí de origen árabe: Otros historiadores lo identifican como el hijo de Sulayman ben al-Arabí, *wali* (gobernador) de Barcelona entre 777 y 780, quien habría colaborado con Carlomagno durante el sitio de Zaragoza (778) y en la batalla de Roncesvalles. Tras la muerte de su padre en el 780 a manos del gobernador de Zaragoza, Husayn al-Ansarí, Aysun habría cambiado de lealtad, aliándose con el Emirato de Córdoba bajo el gobierno de Abd ar-Rahman I. Según esta teoría, Aysun fue capturado más tarde por las fuerzas francas durante la toma de Gerona y enviado prisionero a Aquisgrán. Se especula que, tras aproximadamente 40 años de cautiverio, logró escapar en el 826 y regresó a la Marca Hispánica para liderar una rebelión.[3][4]

Ambas teorías están respaldadas por diversas crónicas y estudios, aunque hasta la fecha no existen pruebas definitivas que confirmen una versión sobre la otra. La historiografía moderna tiende a considerar la posibilidad de que Aysun y Aissó fuesen la misma persona debido a las similitudes en sus biografías, aunque algunos autores sostienen que podrían haber sido individuos distintos con historias entrelazadas debido a las confusiones en las fuentes de la época.

## Rebelión en la Marca Hispánica (826-827)
Después de escapar de Aquisgrán alrededor del año 826, Aysun regresó a la región de la Marca Hispánica, específicamente a Vich, donde organizó una revuelta contra el conde Bernardo de Septimania. Aysun logró contar con el apoyo de las guarniciones locales, leales al exiliado conde Bera, y de numerosos nobles godos que se oponían al dominio franco en la región. Entre estos nobles destacaba Guillemundus, hijo de Bera y conde de Rasés y Conflent, quien se unió activamente a la rebelión.
La revuelta no solo atrajo a los nobles godos, sino también a musulmanes interesados en establecer una paz con los francos en términos favorables. Esto permitió a Aysun consolidar su base de poder en el centro de Cataluña. Desde esta posición, lanzó ataques hacia el Condado de Cerdanya y la región del Vallés, extendiendo la rebelión a territorios vecinos y desestabilizando aún más la región.
La respuesta de Bernardo fue pedir refuerzos al emperador Luis el Piadoso, quien envió un contingente reducido de tropas francas junto con algunos nobles godos locales o hispani leales a los carolingios. Aunque estas fuerzas no eran numerosas, lograron contener a los rebeldes temporalmente, aunque no pudieron sofocar la rebelión completamente.

## Alianza con el Emirato de Córdoba
Frente a la resistencia de Bernardo y sus aliados francos, Aysun buscó apoyo en el Emirato de Córdoba, que entonces estaba bajo el gobierno de Abd ar-Rahman II. Para negociar esta alianza, Aysun envió una embajada liderada por su hermano, solicitando refuerzos para su causa rebelde. Abd ar-Rahman II, interesado en debilitar la influencia franca en el noreste de la península ibérica, accedió a la petición y envió a su general, Ubayd Allah (conocido también como Abu Marwan), al frente de una expedición militar.
El ejército cordobés, comandado por Ubayd Allah, llegó a Zaragoza en mayo de 827, desde donde se preparó para avanzar hacia los dominios francos en la Marca Hispánica. A finales de la primavera, las tropas cordobesas entraron en el Condado de Barcelona y comenzaron a hostigar la región. Durante el verano de ese año, sitiaron la ciudad de Barcelona, intentando consolidar el control musulmán en el área. Aunque el asedio no tuvo éxito y no lograron capturar la ciudad, las tropas cordobesas saquearon ampliamente los alrededores, debilitando las posiciones francas y causando estragos en las tierras circundantes.
El 10 de octubre de 827, Ubayd Allah dirigió su ejército hacia Gerona, otro bastión clave en el territorio franco. Sin embargo, las fuertes defensas de Gerona y la resistencia de la guarnición local impidieron que las tropas cordobesas tomaran la ciudad, obligándolas a retirarse. Aunque no lograron capturar Gerona, la campaña logró desestabilizar la región y sembrar el descontento entre los nobles locales, muchos de los cuales simpatizaban con Aysun y sus aliados musulmanes.

## Respuesta de Luis el Piadoso y derrota
Alarmado por la incursión musulmana, el emperador Luis el Piadoso ordenó a su hijo Pipino I de Aquitania y a los condes Hugo de Tours y Matfred de Orleans que reunieran un ejército para enfrentar a los rebeldes y sus aliados. Sin embargo, la movilización de estas tropas fue lenta, y cuando estuvieron listas, Abu Marwan y sus fuerzas ya habían comenzado su retirada hacia Córdoba, llevándose consigo a algunos de los rebeldes, posiblemente incluyendo a Aysun.
Tras el fracaso de la revuelta, Aysun probablemente buscó refugio en Córdoba, donde, según algunas fuentes, fue asesinado tiempo después bajo sospechas de conspiración contra el emir.

## Exilio y muerte
Tras el fracaso de la rebelión en la Marca Hispánica, Aysun buscó refugio en Córdoba, donde vivió en el exilio bajo la protección del Emirato de Córdoba. A pesar de haber sido bien recibido inicialmente, con el tiempo surgieron sospechas sobre su lealtad. La creciente influencia de Aysun y sus contactos con elementos disidentes en la corte cordobesa levantaron sospechas en el emir Abd ar-Rahman II, quien temía que pudiera estar conspirando contra su gobierno.
Según algunas fuentes, Aysun fue acusado de participar en una conspiración para derrocar al emir o colaborar con otros nobles que buscaban desestabilizar el poder cordobés. Estas acusaciones, aunque no confirmadas de manera concluyente, llevaron a Abd ar-Rahman II a ordenar su ejecución, considerándolo una amenaza para la estabilidad del emirato. Se cree que Aysun fue asesinado en Córdoba, aunque la fecha exacta de su muerte sigue siendo incierta.
El destino de Aysun refleja las tensiones y traiciones típicas de la época, donde los exiliados políticos enfrentaban una situación precaria y frecuentemente se convertían en víctimas de intrigas y sospechas. La historiografía moderna, basándose en documentos árabes y crónicas medievales, considera que la muerte de Aysun en Córdoba simboliza las complejas relaciones entre los nobles cristianos exiliados y la corte de al-Ándalus, que oscilaba entre la acogida diplomática y la eliminación de potenciales rivales.

## Interpretación historiográfica y legado
El relato de la rebelión de Aysun ha sido objeto de diversas interpretaciones en la historiografía medieval, derivadas tanto de fuentes francas como de historiadores árabes, entre ellos al-Udhrí. Las fuentes francas, como los Annales Regni Francorum y la Vita Hludowici Imperatoris, describen la revuelta en la Marca Hispánica como un levantamiento godo liderado por un noble llamado Aysun o Aissó, en alianza con facciones árabes y musulmanas, que buscaban reducir el control franco sobre la región.
Por otro lado, la crónica de al-Udhrí, un historiador y geógrafo árabe, proporciona detalles adicionales sobre la vida y las acciones de Aysun. Según al-Udhrí, Aysun escapó de su cautiverio en Aquisgrán mediante un ingenioso plan en el que intercambió su ropa con su sirviente Amrús, lo que le permitió huir sin ser reconocido y regresar a Cataluña para liderar la rebelión. Esta versión resalta el ingenio y la determinación de Aysun, pero la falta de corroboración en fuentes francas deja abierta la posibilidad de que parte de esta narrativa pueda haberse embellecido en la tradición oral.
La identidad de Aysun ha sido ampliamente debatida, ya que algunos historiadores consideran que podría tratarse de dos personas distintas con trayectorias similares: un noble godo rebelde, conocido como Aissó, y un noble árabe, hijo del wali de Barcelona, Sulayman ben al-Arabí. Esta teoría se basa en la posibilidad de que los cronistas hayan mezclado las historias de ambos personajes debido a sus similitudes en las circunstancias y el contexto de la rebelión contra la autoridad franca.
La historiografía moderna tiende a ver a Aysun y su revuelta como un símbolo de la compleja interacción cultural y política entre los francos, los musulmanes, y los pueblos hispanogodos en la península ibérica. Su legado destaca la inestabilidad de la región durante el período carolingio y el papel de los exiliados políticos en las cortes musulmanas de al-Ándalus, quienes a menudo servían como puentes culturales o agentes de rebelión. La figura de Aysun, tanto histórica como legendaria, continúa siendo objeto de estudio y debate, reflejando las ambigüedades de las crónicas medievales y la dificultad de trazar perfiles claros en una época marcada por alianzas cambiantes y conflictos fronterizos.

### Origen e Identidad
- Aizón/Aissó: Aizón, también conocido en algunas fuentes como Aissó, fue un noble godo de origen visigodo. En las crónicas catalanas y francas se le identifica como un líder local, posiblemente un antiguo colaborador o leal al conde Berà de Barcelona, quien fue desterrado por los francos en el 820. La destitución de Berà por los francos generó resentimiento entre la nobleza local, y Aizón habría encabezado una rebelión en el Condado de Osona en 826 para oponerse al dominio de Bernardo de Septimania, el conde impuesto por los francos.[22] La figura de Aizón representa la resistencia gótica contra la dominación franca en la Marca Hispánica, donde buscó el apoyo de otros nobles godos y de aliados musulmanes en su intento de restablecer una mayor autonomía para Cataluña.[23]

- Ayxun/Aysun: Ayxun, también conocido como Aysun en algunas fuentes, es descrito en crónicas árabes como el hijo de Sulayman ben al-Arabí, el gobernador (wali) árabe de Barcelona en la década de 770. Sulayman se alió inicialmente con Carlomagno en su intento de capturar Zaragoza en el 778, aunque la alianza se rompió cuando Zaragoza no se rindió, y Sulayman fue capturado y llevado como rehén. Aysun, junto con su hermano Matruh, atacó el ejército de Carlomagno en la batalla de Roncesvalles para liberar a su padre.[24] Tras la muerte de Sulayman en 780, Ayxun se unió al Emirato de Córdoba y desempeñó un papel activo en la política musulmana en la región. Es descrito en fuentes árabes como un noble con conexiones en la corte de Córdoba, y buscó apoyo para retomar poder en la Marca Hispánica tras la pérdida de influencia árabe en la región.[25][26]

### Motivaciones y Alianzas
- Aizón: La rebelión de Aizón en el Condado de Osona fue impulsada por su oposición a los nobles francos que controlaban la región, especialmente después del destierro del conde Berà, quien contaba con el apoyo de la nobleza goda local. Aizón buscaba restablecer la autonomía de los territorios catalanes y oponerse a la autoridad impuesta por Bernardo de Septimania, el nuevo conde designado por los francos. Para consolidar su levantamiento, Aizón atrajo a otros nobles godos y a habitantes locales leales a la antigua autoridad visigoda, así como a ciertos nobles que buscaban una mayor autonomía frente a los carolingios. Su alianza principal era con la nobleza goda y con algunos musulmanes que favorecían una política de paz y colaboración con los francos, aunque sin aceptar su dominio absoluto en la región.[27][28]

- Ayxun: La rebelión de Ayxun muestra motivaciones y alianzas más complejas, que iban más allá de una mera resistencia al poder franco. Como hijo de Sulayman ben al-Arabí, Ayxun tenía vínculos profundos con el Emirato de Córdoba y buscaba respaldo musulmán para ganar influencia en la Marca Hispánica. En 827, envió una embajada al emir Abd ar-Rahman II solicitando apoyo para recuperar poder en la región, y el emir respondió enviando a su general Ubayd Allah (también conocido como Abu Marwan) con tropas a la Marca Hispánica para apoyar la causa de Ayxun.[29] Este respaldo militar árabe-musalim demuestra que Ayxun no solo deseaba expulsar a los francos, sino también establecer un gobierno bajo la influencia de Córdoba en la región. Su alianza con el emir y el uso de tropas musulmanas en su campaña contra los francos subraya su papel como mediador entre los intereses de Al-Ándalus y los de la nobleza local, utilizando su influencia en Córdoba para posicionarse como líder en la frontera norte del emirato.[30][31]

### Eventos Históricos Clave
- Aizón: Aizón es recordado por liderar la Rebelión de Osona (826-827), una revuelta que tuvo lugar en la Marca Hispánica con el objetivo de oponerse al dominio de Bernardo de Septimania, el conde impuesto por los francos. La rebelión comenzó en el Condado de Osona y se extendió a otras áreas como Bages. Aizón logró reunir a varios nobles godos y a miembros de la nobleza local, quienes resentían la intervención franca y anhelaban una mayor autonomía. Aunque inicialmente la revuelta ganó terreno, la intervención de tropas francas enviadas por Luis el Piadoso sofocó el levantamiento, y los rebeldes fueron finalmente dispersados o sometidos.[32][33] La derrota de la rebelión marcó un punto de inflexión en la relación entre los nobles locales y la administración franca, reforzando temporalmente el control carolingio en Cataluña.

- Ayxun: Ayxun es conocido por una serie de eventos que muestran su resistencia al poder franco y sus conexiones con la corte musulmana de Córdoba. Según crónicas árabes, Ayxun escapó de su cautiverio en Aquisgrán mediante un ingenioso plan en el que intercambió ropa con su sirviente, lo que le permitió huir y regresar a Cataluña. Una vez allí, intentó reactivar la influencia árabe en la Marca Hispánica, aprovechando la red de contactos de su difunto padre, Sulayman ben al-Arabí. En 827, Ayxun envió una delegación al emir Abd ar-Rahman II solicitando apoyo militar. El emir respondió enviando a su general Ubayd Allah Abu Marwan con un contingente de tropas que intentó reforzar la posición de Ayxun en Cataluña y combatir a los francos.[29] A pesar del apoyo inicial, la ofensiva de Ubayd Allah no logró capturar puntos clave como Barcelona o Gerona. La intervención de las fuerzas de Luis el Piadoso, que envió a su hijo Pipino I de Aquitania con refuerzos francos, debilitó la alianza de Ayxun con los nobles locales y sus aliados musulmanes. Ante la derrota y el desmoronamiento de su red de apoyo, Ayxun se vio forzado a refugiarse en Córdoba, donde finalmente fue ejecutado bajo sospechas de conspiración contra el emir.[30][34]

### Confusión en Fuentes Históricas
- Las fuentes francas tienden a describir a Aizón como un líder godo local, un noble cristiano que se opone al dominio franco en la Marca Hispánica. En estas crónicas, Aizón es presentado como un defensor de la autonomía gótica y un colaborador de otros nobles locales descontentos con el control carolingio en la región. Por otro lado, las crónicas árabes presentan a Ayxun como un noble árabe, hijo del gobernador Sulayman ben al-Arabí, con profundas conexiones en la corte de Córdoba. En las fuentes árabes, Ayxun aparece como un personaje que busca restaurar la influencia musulmana en la región a través de alianzas con el Emirato de Córdoba. Esta disparidad en las descripciones ha llevado a varios historiadores a interpretar que se trata de dos personas diferentes, cada una con motivaciones y alianzas propias. Sin embargo, otros académicos sugieren que podrían ser la misma persona cuya identidad fue adaptada a la perspectiva de cada cronista, mezclando elementos cristianos y musulmanes para ajustar la narrativa a los intereses de cada lado.[35][25]

- Al-Udhrí y otros cronistas árabes mencionan una fuga de prisión de Ayxun, quien, según estos relatos, logró escapar de Aquisgrán mediante un astuto intercambio de ropa con su sirviente, Amrús. En esta versión, Ayxun habría regresado a Cataluña tras su escape, organizando una revuelta con apoyo musulmán en la Marca Hispánica. Esta historia, que presenta tintes legendarios, podría haberse difundido como una anécdota de la época, mezclándose con la tradición oral y dando lugar a una narrativa que no distingue claramente entre Aizón y Ayxun. La inclusión de detalles como el ingenioso plan de fuga con el cambio de ropa ha añadido confusión, ya que no existen relatos francos que respalden este episodio, lo cual lleva a algunos investigadores a considerarlo una leyenda o una posible amalgama de hechos separados atribuidos a ambos personajes.[36][37]

### Legado e Interpretación Historiográfica
- Aizón: En la historiografía catalana, Aizón es recordado como un símbolo de la resistencia goda frente a la autoridad franca en la Marca Hispánica. Su rebelión en el Condado de Osona es vista como una expresión de la lucha de la nobleza visigoda por mantener la autonomía frente a los condes carolingios impuestos por el imperio franco. Su figura ha sido interpretada como un defensor de la identidad gótica y de los derechos de los nobles locales, quienes buscaban evitar la centralización del poder franco y preservar las tradiciones políticas visigodas en Cataluña.[38] En este contexto, Aizón representa un periodo de transición en el que los nobles locales intentaban resistir la integración plena de la región en el sistema carolingio, reivindicando la autonomía frente a los condes extranjeros.[39]

- Ayxun: En la historiografía árabe, Ayxun es presentado como un personaje complejo que trató de equilibrar alianzas entre musulmanes y cristianos para consolidar su posición en la Marca Hispánica. A diferencia de Aizón, cuyo enfoque fue eminentemente local, Ayxun buscó aprovechar su conexión con el Emirato de Córdoba para establecer una base de poder en la frontera norte de Al-Ándalus. Su legado está relacionado con los conflictos territoriales entre los francos y el Emirato, así como con la influencia de la nobleza árabe en las zonas fronterizas, que jugaban un papel crucial como mediadores y actores en las relaciones de poder entre ambos imperios.[40] Ayxun es visto como una figura que utilizó sus lazos familiares y culturales en Córdoba para organizar la resistencia y tratar de establecer un equilibrio de poder en la región, promoviendo un modelo de gobierno que no excluyera a los intereses musulmanes en las áreas limítrofes.[41][33]

| Predecesor: Bernardo de Septimania | Conde de Osona 826–827 | Sucesor: Guillemundus |